# Port lotniczy Santa Cruz/Graciosa Bay/Luova
Port lotniczy Santa Cruz/Graciosa Bay/Luova (IATA: SCZ, ICAO: AGGL) – port lotniczy położony na wyspie Nendo (Santa Cruz) należącej do Wysp Salomona.